# Ptinella octopunctata
Ptinella octopunctata es una especie de escarabajo del género Ptinella, tribu Ptinellini, familia Ptiliidae. Fue descrita científicamente por Johnson en 1975.

## Descripción
Pronoto oscuramente reticulado, longitud antenal de 0,43 milímetros.

## Distribución
Se distribuye por Nueva Zelanda.